# Кан, Лев Иванович
Лев Ива́нович Кан (1904, Корсаковка, Округ Уссурийского казачьего войска, Приморская область, Российская империя — 9 февраля 1976, Алма-Ата, Казахская ССР, СССР) — председатель колхоза «Заря коммунизма», Герой Социалистического Труда (1957). Депутат Верховного Совета Казахской ССР.

## Биография
Родился в 1904 году в корейской крестьянской семье в селе Корсаковка Приморского края (сегодня — Уссурийский городской округ). C 1929 года по 1936 год работал в колхозах Дальневосточного края. В 1937 году во время корейцев калмыков был выслан в Казахскую ССР, где стал работать в Уштобинской МТС Талды-Курганской области.
В 1941 году был назначен председателем колхоза «Прогресс» Талды-Курганского района Талды-Курганской области. За эффективное управление колхозом был награждён в 1950 году Орденом Трудового Красного Знамени. В 1950 году колхоз «Прогресс» был перемещён на территорию Чимкентской области и был переименован в колхоз «Заря коммунизма» Ильичёвского района. В Чимкентской области колхоз стал заниматься выращиванием хлопка. На новых землях колхоз обработал для выращивания хлопка 600 гектаров.
С 1951 года колхоз ежегодно сдавал государству по 21 центнеру хлопка-сырца с каждого гектара. В 1954 году посевная площадь под хлопок была увеличена до 720 гектаров, а сбор хлопка-сырца достиг 29 центнеров с каждого гектара. В 1956 году колхоз сдал государству по 40 центнеров хлопка-сырца с каждого гектара. Указом Президиума Верховного Совета СССР от 8 июня 1957 года удостоен звания Героя Социалистического Труда с вручением ордена Ленина и золотой медали «Серп и Молот».
Избирался депутатом Верховного Совета Казахской ССР. Был председателем колхоза «Заря коммунизма» до 1964 года. Вышел на пенсию Всесоюзного значения в 1965 году.
Скончался в 1976 году в Алма-Ате.
Память
Его именем названа улица в Жетысае Мактааральского района Чимкентской области.
Награды
- Орден Ленина (1957);
- Орден Трудового Красного Знамени (1950).